# Зайцев, Евгений Алексеевич
Евгений Алексеевич Зайцев (бел. Зайцаў Яўген Аляксеевіч; 21 декабря 1907 [3 января 1908] — 13 сентября 1992) — народный художник БССР (1963), член-корреспондент Академии художеств СССР (1973).

## Биография
Родился 21 декабря 1907 (3 января 1908) в Невеле Витебской губернии в семье почтовых работников.
Учился в мастерских Марка Шагала (1920), в Витебском художественном техникуме в 1926—1930 годах на керамическом и живописном отделении у Михолапа Н. П., Волкова В. В., Керзина М. А., Лебедевой М. В. Окончил с отличием факультет живописи Института живописи, скульптуры и архитектуры в Ленинграде (1930—1937), где его преподавателями были Осмёркин А. А., Петров-Водкин, К. С. и Наумова П. С.
С 1938 года работает в Белоруссии: руководит курсами по повышению квалификации молодых художников, активно участвует в выставках, выполняет росписи в Театре оперы и балета БССР, которые сейчас утрачены. Член Союза художников БССР с 1940 года. В 1948—1950 годах председатель правления Союза художников БССР.
В 1943—1944 годах работал в штабе партизанского движения в Москве, участвовал в оформлении изданий «Партизанская дубинка» и сатирической газеты-плаката «Раздавим фашистскую гадину».
Работал в области станковой живописи в жанре сюжетно-тематической картины. Автор многофигурных тематических картин, посвящённые истории борьбы за Советскую власть и Великой Отечественной войне, а также портретов и пейзажей.
Умер 13 сентября 1992 года в Минске.

## Творчество
Произведения:

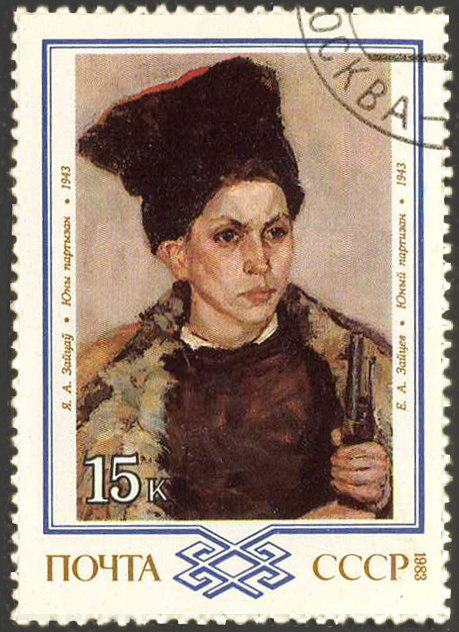
Почтовая марка СССР. Евгений Зайцев «Юный партызан» (1943)

- дипломная картина «Чапаев» (1937),
- «Вступление Красной Армии в Минск в 1920» (1940, не сохранилась);
- «Похороны героя» (1946),
- «Оборона Брестской крепости в 1941 году» (1950),
- «Константин Заслонов» (1957),
- «Албанский цикл»(1958),
- «Реквием» («Клятва Ильичу»; 1970) — все в Художественном музее Беларуси;
- триптих «Моя республика в огне Отечественной» (1963—67),
- «Незабываемое» (1975),
- Портреты юного партизана (1943), балерины Николаевой А. В., белорусского скульптора Аникейчика А. А..

Совместно с И. Т. Тихоновым, выполнил монументальную композицию в кинотеатре «Пионер» в Минске.

Мозаичное панно «Счастливое детство» в кинотеатре «Пионер»
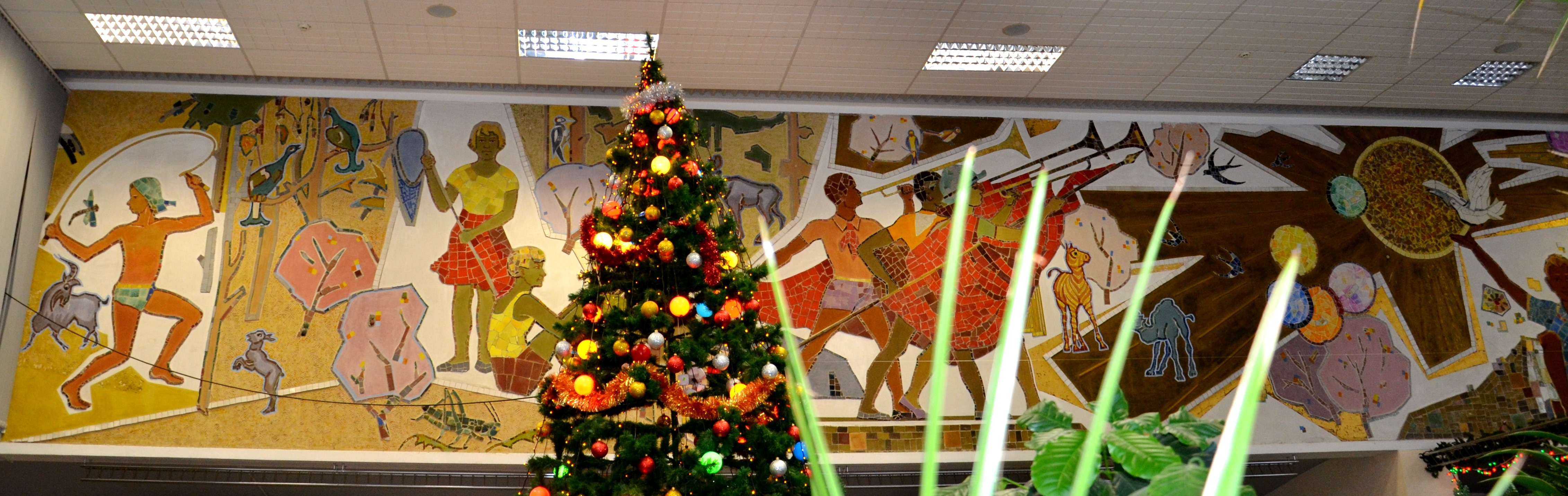
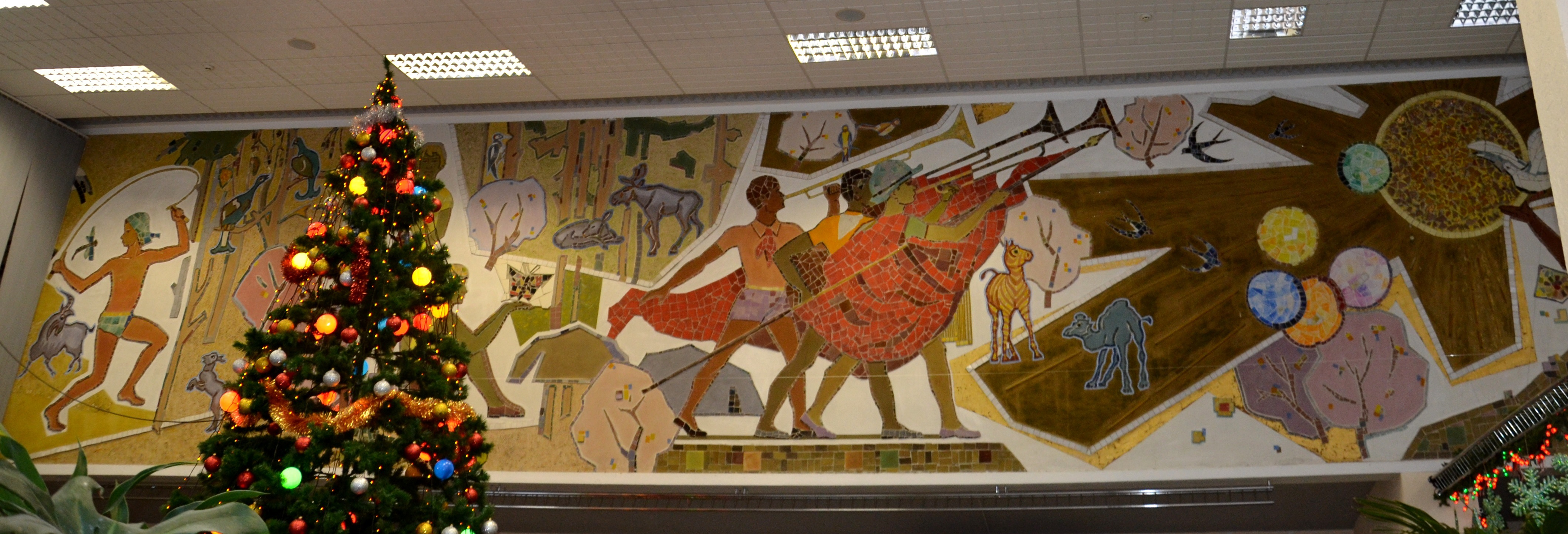
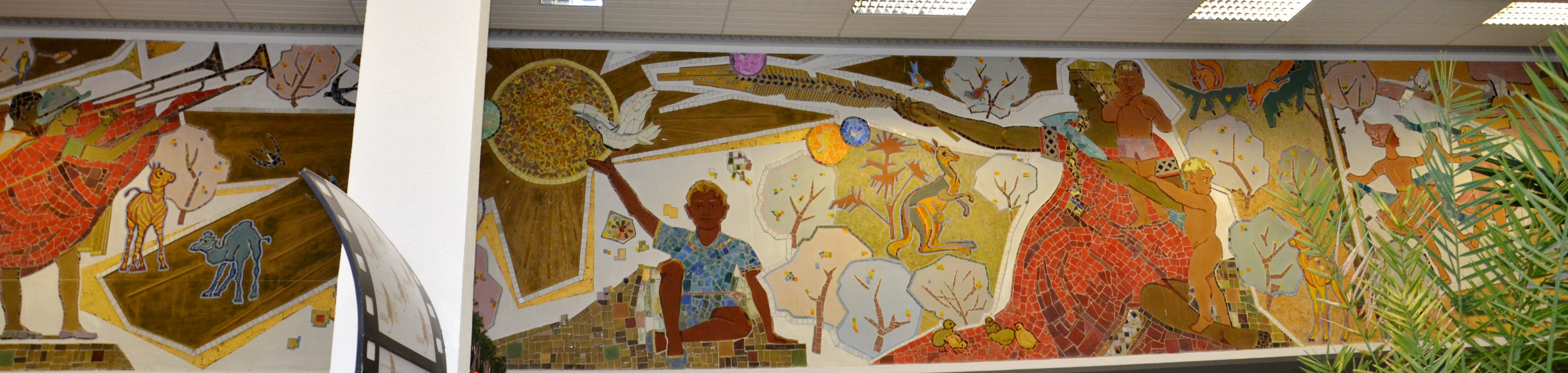
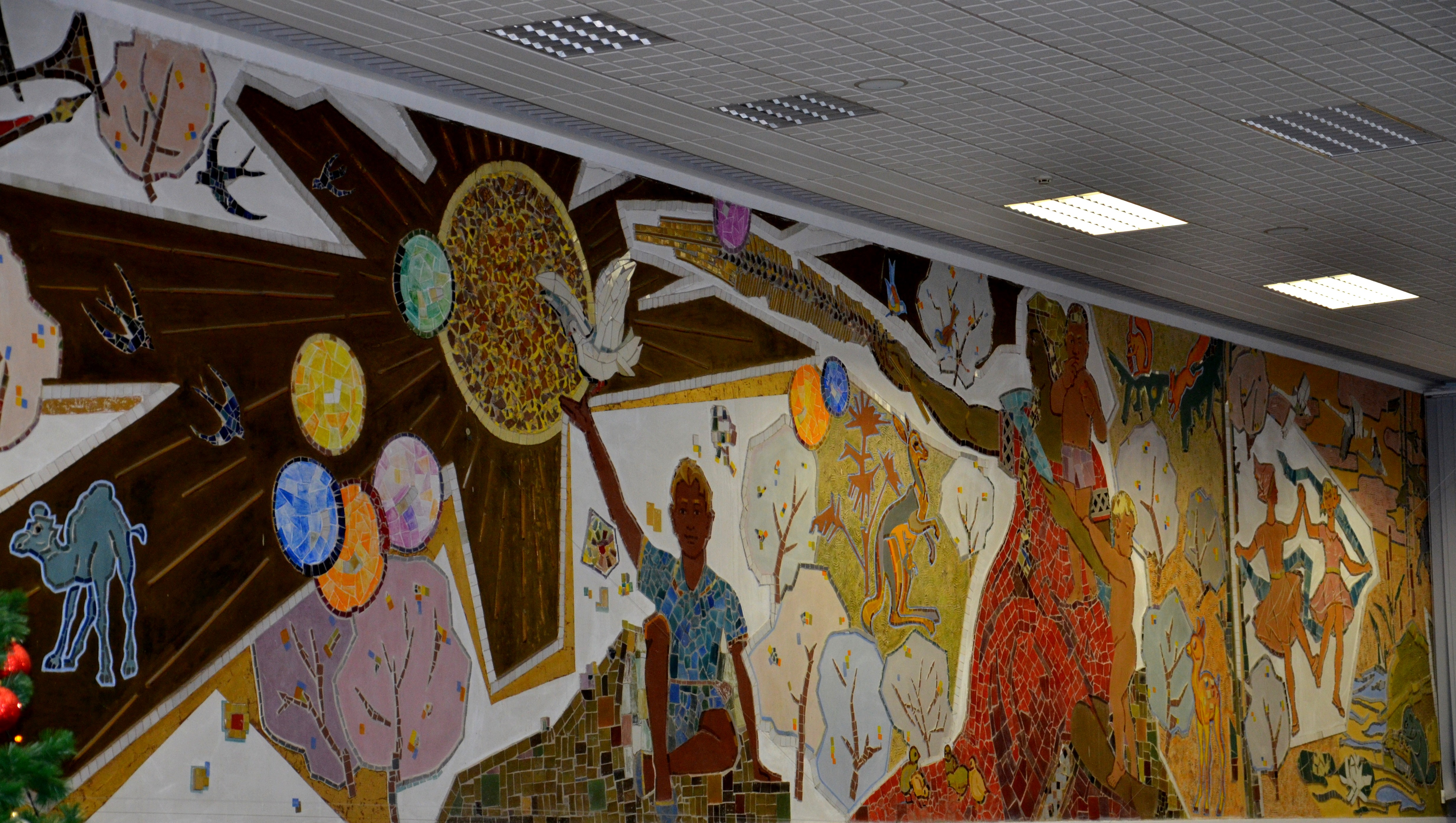

## Награды

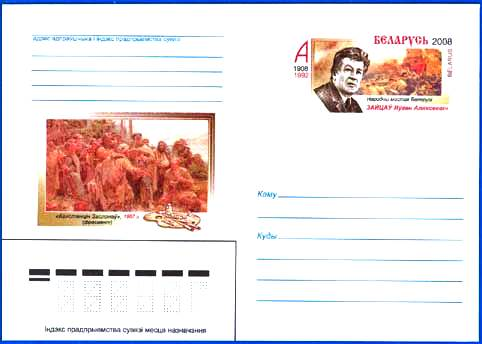
Конверт с оригинальной маркой Республики Беларусь «100 лет со дня рождения Зайцева Евгения Алексеевича», выпущен 17 января 2008 года

- орден Октябрьской Революции (31.12.1987)
- орден Отечественной войны 2-й степени (11.03.1985)
- орден Трудового Красного Знамени
- орден Дружбы народов
- 2 ордена «Знак Почёта» (20.06.1940, за выдающиеся заслуги в деле развития белорусского театрального и музыкального искусства; 25.02.1955)
- медали
- пять Грамот Верховного Совета БССР[3].